# خورشيد أحمد
خورشيد أحمد مَعروف كذلك بِالأستاذِ (23 مارس 1932 - 13 أبريل 2025)، هو عالم واقتصادي وكاتب وناشط إسلامي باكستاني. حمل درجة البكالوريوس في القانون وعِلْمِ التشريع، ودرجة ماجستير في الاقتصاد والدراسات الإسلاميةِ، ودكتوراه فخرية (دكتوراه) في التعليمِ ودكتوراه فخرية في الاقتصادِ الإسلاميِ منحت له من الجامعةِ الإسلاميةِ الدوليةِ ماليزيا IIUM. خورشيد أحمد كاتب منتج لديه العديد من الكُتُبِ والمقالاتِ والحلقات الدراسيةِ.

## السيرة المهنية
ترأس أحمد خورشيد معهدُ الدراساتِ السياسية بإسلام آباد في باكستان، كما أصبح عضوا بجمعيةَ إسلامي طلبة (IJT) في 1949 وانتخب كناظم أعلى (رئيس) لنفس المنظمةِ في 1953. انضمَّ إلى جماعة إسلامي باكستان رسمياً في 1956 وشغل منصب نائب أمير (نائب رئيس) للمنظمةِ بالإضافةً إلى عِدّة مسؤوليات أخرى، كما عمل محررًا لترجمان القرآنِ وهو إصدار شهري أصدر مِن قِبل السّيدِ مودودي في مايو 1933.

## المساهمات الأدبية
حرر في عدد مِن المجلاتِ الفكرية والنشرات الدوريةِ. أَلّفَ وحرّرَ حوالي 70 كِتابَا بالإنجليزيةِ والأردية. كما شاركَ في أكثر من 100 مؤتمر دولي وحلقة دراسية بالحضور الشخصيِ.

## المناصب الرسمية
دراسته المقارنة المعمّقة للفلسفات الشرقية بالإضافة إلى الفلسفاتِ الغربيةِ في الدينِ، والدراسات الأكاديمية والاقتصادية والشؤون الدستورية جعله موضع ثقة لشغل مناصب رئيسيةِ في المنظمات المحلية والدوليةِ وقد شغل المناصب التاليةَ:
- عضو مجلس الشيوخِ الباكستاني (منذ 2003 حتى وفاته).
- نائب الرئيس لمنظمة جماعتى إسلامي باكستان.
- وزير إتحادي للتخطيط والتطويرِ ونائبَ رئيسِ لجنةِ التخطيط الباكستانية (1978-79).
- أستاذ في جامعة كراتشي (من 1955 - 1968).
- عالم بحث في جامعةِ ليشستر بالمملكة المتحدة.
- رئيس المعهد الدولي للاقتصادِ الإسلاميِ بالجامعة الإسلامية الدولية بإسلام آباد(1983-1987).
- رئيس الهيئة الدولية للاقتصادِ الإسلاميِ، ليشستر بالمملكة المتحدة(1984-1992).
- عضو بالمجلس الاستشاري الأعلى بالمركز الدولي للبحثِ والاقتصادِ الإسلاميِ، بجامعة الملك عبد العزيز جدة (1979 - 83).
- نائب رئيس المؤتمر اليهودى المسيحي الإسلامي في أوروبا وبرلين ولندن (1974 - 78).
- عضو بالمجلس الاستشاري لمركز الدراسات الإسلامِية والعلاقاتِ المسيحيةِ الإسلاميةِ بكُليّات Selly Oak في برمنغهام بالمملكة المتحدة (1976 - 78).
- عضو بلجنة الهجرة الوطنية بالحكومة الباكستانية(1978 - 83).
- عضو بلجنة الخبراء القانونيين لتَقييم القوانينِ الإسلاميةِ في السودان (1986 -87).
- عضو بلجنة المراجعةِ الدوليةِ ومعهد البحث والتدريب الإسلامي بمصرف التنمية الإسلامي جدة (1988 - 89).
- عضو بمجلس الشيوخِ الباكستاني لفترتين (1985 - 1997) ورئيس لجنة مجلس الشيوخَ الماليةِ والشؤون الاقتصادية والتخطيط.
- مؤسس ورئيس كلا من معهد دراساتِ السياسة بإسلام آباد والمؤسسة الإسلامية بليشستر (المملكة المتحدة).
- عضو هيئة أوصياء المركزِ الإسلاميِ بزاريا نيجيريا والجامعة الإسلامية الدولية بإسلام آباد والمجلس التأسيسى للأكاديمية الملكية للحضارةِ الإسلاميةِ عمان الأردن
- نائب رئيس أكاديميةِ البحثِ الإسلاميةِ بـ كراتشي ولاهور.

## الجوائز
نظراً لعملِه الرائدِ ومساهماتِه نحو تطويرِ الاقتصادِ الإسلاميِ كأكاديمي منضبط فقد مُنِحَ جائزةَ مصرفِ التنمية الإسلاميةِ الأولى للاقتصادِ عام 1988. كما أن مساهماته في القضايا الإسلاميِة تم تقديرها بمنحه جائزة الملك فيصل العالمية عام 1990 التي تعادل جائزة نوبل بالنسبة للعالم الإسلامي. واعترافا بخدماتِه في مجال الاقتصادِ والمال الإسلامي تم منحه الجائزة السنوية الخامس مِنْ مؤسسةِ التمويل الأمريكيةِ، LaRiba، بالولايات المتّحدة في يوليو/تموزِ 1998.
قام بإلقاء محاضراتَ وخطاباتَ في عِدّة جامعات مشهورة حول العالمِ مثل وورويك (المملكة المتحدة)، هارفارد (الولايات المتخدة)، واشنطن سانت لويس (الولايات المتحدة)
UofT كندا، IIUM ماليزيا.

## روابط خارجية
- سيرة البروفسور خورشيد أحمد